# Cortesie per gli ospiti (film)
Cortesie per gli ospiti (The Comfort of Strangers) è un film del 1990 diretto da Paul Schrader e sceneggiato da Harold Pinter, adattamento cinematografico dell'omonimo romanzo del 1981 di Ian McEwan. Fanno parte del cast Christopher Walken, Rupert Everett, Natasha Richardson ed Helen Mirren.
È stato presentato fuori concorso al 43º Festival di Cannes.

## Trama
Colin e Mary, una coppia inglese, sono in vacanza a Venezia, dopo esserci stati due anni prima, per decidere il futuro della loro relazione. Una notte, mentre cercano un ristorante ancora aperto, si perdono tra le calli della città e incontrano Robert, un uomo elegante e misterioso che li invita a seguirlo in un bar. Tra un bicchiere di vino e l'altro, Robert racconta alcuni episodi della sua infanzia, dominata da un padre-padrone violento, e di come ha conosciuto sua moglie Caroline.
Una volta usciti dal bar, Mary si sente male e, disorientati, i due inglesi passano la notte all'aperto. Il mattino seguente, in piazza San Marco, incontrano nuovamente Robert, che li invita nel suo splendido palazzo affinché possano riposarsi. I due si risvegliano in una camera da letto senza i propri vestiti e gliene vengono dati dei nuovi. Mary conosce Caroline, perennemente afflitta da un male alla schiena, che le confessa di essere rimasta a osservare lei e Colin mentre dormivano, mentre, rimasto solo con Colin, Robert gli sferra un pugno allo stomaco, senza, però, che questi reagisca. Colin e Mary tornano nella loro stanza d'albergo, dove passano una notte d'amore. Il giorno dopo, in spiaggia, Mary confessa al suo compagno di aver visto sulla scrivania di Robert una sua fotografia scattata di nascosto giorni prima e Colin le racconta allora dell'episodio del pugno.
Terminata la vacanza, Colin e Mary sono curiosi di fare un'ultima visita a Robert e Caroline, che nel frattempo si stanno preparando a lasciare la loro residenza per trasferirsi in Canada. Rimasta da sola con Mary, Caroline le racconta che gode quando suo marito le usa violenza durante l'amplesso, cosa che ha portato i due nel corso degli anni a estremizzare le loro pratiche sadomasochiste fino a causare la rottura della schiena di Caroline. Le offre una bevanda drogata per paralizzarla e le mostra una stanza tappezzata di foto di Colin, dove i due fantasticavano durante i loro rapporti sessuali. Quando Colin torna, si accorge che Mary è stata drogata e chiede di chiamare un medico, ma Robert lo uccide, tagliandogli la gola, mentre è baciato da Caroline. Una volta ripresasi, Mary denuncia il fatto alla polizia che rintraccia e arresta i due coniugi, pur senza riuscire a trovare un movente ragionevole con cui spiegare ogni loro azione.

## Distribuzione
Il film è stato presentato in anteprima il 21 maggio 1990 fuori concorso al Festival di Cannes, come film di chiusura della manifestazione. È stato distribuito nelle sale cinematografiche britanniche dalla Rank Organisation a partire dal 30 novembre 1990 e in quelle italiane da Penta Distribuzione a partire dal 22 agosto 1991.

## Accoglienza

### Critica
Per il critico Giovanni Grazzini: «La Venezia del film, colta nelle sue struggenti tinte giallo-arancio e nell'angoscia dei suoi labirinti, è una delle più affascinanti che si siano viste sullo schermo, cornice e personaggio essa stessa della storia scritta da un Pinter in stato di grazia».

## Riconoscimenti
- 1990 – Evening Standard British Film Awards
  - Migliore attrice a Natasha Richardson[6]